# Hyarmendacil II
En el universo imaginario de J. R. R. Tolkien y en los apéndices de la novela El Señor de los Anillos, Hyarmendacil II fue el vigésimo cuarto rey de Gondor. Nació en el año 1391 de la Tercera Edad del Sol y su nombre original era Vinyarion. Asumió el trono en el año 1540 de la Tercera Edad del Sol tras la muerte de su padre, Aldamir.
En su época, el reino de Gondor estuvo en guerra con los haradrim y con los corsarios de Umbar que se habían aliado bajo la conducción de los descendientes de Castamir. Su padre había muerto en combate con estos y Vinyarion decidió vengarlo.
Fue así como en el año 1551 T. E. reunió un gran ejército y derrotó a los hombres del Harad y por ello tomó el nombre de Hyarmendacil, palabra quenya que significa «vencedor del sur».
Murió en el año 1621 T. E., tras 81 años de reinado y cuando contaba con 230 años de edad. Fue sucedido por su hijo Minardil.